# 张华原
张华原（？—537年6月2日），名满，字华原，以字行，代郡人，自称祖籍南阳郡西鄂县（今河南省南阳市方城县）
，北魏、东魏官员。

## 生平
张华原从小聪明思维敏捷，有器量风度。高欢开设骠骑将军幕府时，张华原被引荐兼任骠骑法曹参军，出任平远将军、奉车都尉，转任仪同开府中兵参军，掌管记，获赐爵新城县开国伯，食邑五百户。张华原跟随高欢到信都郡，深深受到高欢的亲近优待，高欢每次号令三军，经常命令张华原宣读命令。北魏朝廷任命高欢出任丞相，张华原也补任大丞相府属，仍侍奉高欢左右。
宇文泰刚刚占据雍州的时候，高欢想要向他说明叛乱和归顺的利弊，任命张华原出任前将军、太中大夫，与丞相长史侯景、义宁郡太守王基入关去劝说宇文泰。宇文泰暗中有拘留张华原的意图，对张华原说：“如果您能委屈留下来，当和我共享富贵，不然就会命丧今天。”张华原说：“渤海王是天意降生的，受到上天的指派，因为您占据小小的关右，彼此隔绝，所以渤海王派我来陈述他的意思。您不趁今日改变态度，转变祸事为福事，竟然威胁我，我只有一死。”宇文泰赞许张华原的明白和正直，允许他东归，很快后悔了，派人追赶没能追上。高欢因为张华原去了很久没有返回，经常感叹惋惜，等到听说张华原回来了，喜形于色。张华原返回后很快升任卫将军、右光禄大夫，加散骑常侍，丞相长史。没多久，张华原加号骠骑大将军。永熙三年（534年），西魏建忠王万俟普拨将要归附东魏，因为张华原通晓鲜卑语，于是东魏就派张华原前往联络，事成后张华原出任特进，进爵为郡公，改封新安郡公。
张华原屡次升任兖州刺史，他有才干谋略，通达政体，一到兖州，就广布耳目，以显示威严，境内大盗和邻州亡命之徒三百多人都去拜谒张华原表示归附，张华原都用恩信安抚他们，让他们回到故乡。于是百姓感怀而来归附，贼寇盗患逐渐平息。兖州监狱原来有囚犯一千多人，张华原按照他们的犯罪轻重，随事决断发遣。到了年底，只有数十重罪犯人，张华原说：“三元节要开始了，考虑到你们都被囚禁，今天给你们每人五天假，足够你们去拜访亲人，到期马上回来。”犯人们说：“有您如此作为，怎么忍心背叛您！”犯人都按期回到监狱。之前兖州境内多次猛兽伤人，等到张华原到了兖州，兖州东北七十里的甑山中，忽然有传说中吃老虎的六驳把猛兽吃了，人们都认为这是张华原感化造成。天平四年五月九日（537年6月2日），张华原在兖州官署中去世，兖州大小无不思念嚎哭，为张华原树立墓碑建立祠堂，一年四季按时祭祀。天平四年十一月十二日（537年12月29日）葬于邺城山陵以北，魏孝静帝元善见诏令赠予使持节、都督恒定幽燕四州诸军事、骠骑大将军、恒州刺史、司空公、尚书左仆射，谥号恭惠，儿子张宰均继承爵位。

## 其他
高欢每次向将士们发布命令，常常让丞相属张华原宣读他的旨意，要是面对鲜卑人就说：“汉人百姓是你们的奴隶，男人为你们耕作，妇女为你们纺织，输送给你们粮食和绢帛，让你们得到温饱，你们为什么还欺侮他们？”要是面对汉族人就说：“鲜卑人是你们的佃客，得到你们十斗粮食，一匹绢，就能替你们攻击贼寇，让你们安宁，你们为何还要痛恨他们？”
中国魏晋南北朝史学会副会长何德章教授指出，张华原墓志中自称是“南阳西鄂人，汉相留侯之苗裔”，《北齐书·循吏传》中却称他是代郡人，从墓志中“语通书革之国，言辩刻木之乡”的情况看，张华原确实是土生土长的代人，墓志中所称“南阳西鄂”，实际上是此时开始且影响及于后世的张姓伪托地望的惯有伎俩，这在北朝无闻的张姓家族志、传中颇为常见，如《北齐书》《张保洛传》：“代人也，自云本出南阳西鄂”。何德章认为都属于北族伪托望族和冒认祖先。

## 家庭

### 祖父
- 张晖，辅国将军、天水郡太守、特进、中书令[1][2]

### 父亲
- 张德，使持节、都督冀沧殷三州诸军事、中军将军、冀州刺史[1][2]

## 延伸阅读
[在维基数据编辑]
 《北齊書·卷46》，出自李百药《北齊書》